# Walajapet
Walajapet es una ciudad y municipio situada en el distrito de Ranipet en el estado de Tamil Nadu (India). Su población es de 47498 habitantes (2011). Se encuentra a 28 km de Vellore y a 41 km de Kanchipuram.

## Demografía
Según el censo de 2011 la población de Walajapet era de 47498 habitantes, de los cuales 23422 eran hombres y 24076 eran mujeres. Walajapet tiene una tasa media de alfabetización del 84,57%, superior a la media estatal del 80,09%.